# 크림슨

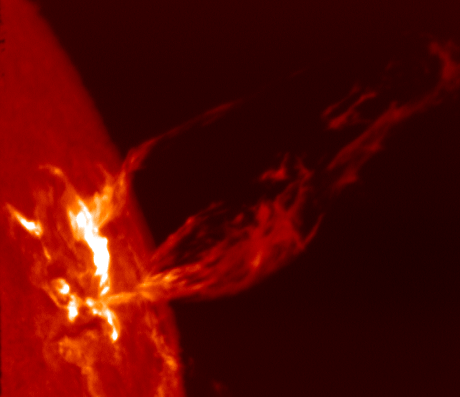

크림슨(crimson)은 강렬하며 밝고 짙은 빨강에 약간의 파란 색이 섞여 보라빛이 도는 색상을 가리키는 말이다. 일반적으로 빨강과 장미색 사이의 푸르스름한 기운이 도는 빨강을 크림슨이라고 부른다. 오른쪽의 색정보 표는 웹 색상을 기준으로 한 것이다.
현재 대한민국의 고려대학교, 경희대학교, 서강대학교, 동덕여자대학교, 광운대학교, 세종대학교를 상징하는 색이기도 하고 대한민국의 기업인 태영건설을 상징하는 색이기도 하며 신분당선의 고유색이기도 하고, 미국의 하버드 대학교, 인디애나 대학교의 상징 색이기도 하다.

## 염료
크림슨의 천연 염료는 지중해 연안에서 자라는 참나무의 일종인 커미즈 오크(Kermes Oak)에 사는 깍지진디(Scale insect)나 연지벌레(Kermes vermilio)를 말려 얻는다.
크림슨을 얻는 또 다른 천연 염료는 코치닐이라 불리는 남아메리카산 연지벌레를 말려서 얻는 것이다. 염료를 얻는 곤충의 이름 때문에 염료 역시 일반적으로 코치닐이라 불린다. 코치닐 염료는 에스파냐의 멕시코 정복이 한창이던 16세기에 유럽에 알려졌다.
화학 염료인 알리자린 크림슨(Alizarin crimson )은 1868년 독일의 화학자인 칼 그래베(독일어: Carl Gräbe, 1841년-1927년)와 칼 리베르만(독일어: Carl Liebermann, 1842년-1914년)에 의해 처음으로 만들어졌으며 천연염료를 대체하게 되었다. 알리자린 크림슨은 염료를 고착시키는 명반을 기반으로 하여 만들었다.
알루미늄을 사용하여 크림슨 염료를 만들기도 하는데 칼슘 염과 카르미닌 산에 알루미늄을 반응시켜 만든다.